# Nathan Hale
Nathan Hale (6. června 1755 — 22. září 1776) byl voják Kontinentální armády během americké války za nezávislost. Přihlásil se jako dobrovolník na výzvědnou misi do New Yorku, ale Britové ho odhalili a oběsili. Před popravou údajně řekl: „Lituji toho, že můžu položit za vlast jen jeden život!“. Díky tomuto přisuzovanému výroku je Nathan Hale všeobecně známá postava americké historie a je považován za amerického hrdinu, což bylo oficiálně stvrzeno roku 1985, kdy byl prohlášen za hrdinu svého rodného státu Connecticut.

## Život
Nathan Hale se narodil ve městě Coventry v Connecticutu. Se svým bratrem Enochem odešel ve čtrnácti letech studovat na Yale, kde byl spolužákem budoucího špiona a později poslance Benjamina Tallmadgeho. Společně se svým bratrem vstoupili do univerzitního klubu Linonia, ve kterém debatovali o astronomii, matematice, literatuře a problematice otrokářství. V roce 1773, v šestnácti letech, absolvoval univerzitu s nejvyšším studijním oceněním a stal se učitelem.
Po vypuknutí války za nezávislost vstoupil do connecticutských milicí a stal se z něj nadporučík. Bitvy o Boston se ale nezúčastnil, není jasné, proč: možná kvůli trvající smlouvě o práci učitele. 4. července 1775 dostal Hale dopis od Tallmadgeho, že by on na jeho místě dělal pro kolonie více. Hale vstoupil jako nadporučík do 7. connecticutského pluku, který vedl plukovník Charles Webb ze Stamfordu. Následujícího roku se pluk přesunul na Manhattan, aby bránil Britům v dobytí New Yorku. Generál Washington se zoufale snažil zjistit, kdy Britové na město zaútočí. Rozhodl se tedy vyslat za britské linie vyzvědače. Hale byl jediný dobrovolník.

## Mise a poprava
Britové dobyli během září Long Island. Hale byl vyslán k Britům, kteří během jeho mise díky nečekanému útoku přes Staten Island obsadili New York. Hale se tak musel uchýlit na sever ostrova do Harlem Heights. Zprávu o odhalení Hala máme od connecticutského obchodníka jménem Consider Tiffany. Britové ho údajně odhalili v hospodě a vlákali do léčky. Tuto verzi zachytil Tiffany písemně a je uložena v knihovně Kongresu. Jiná verze hovoří o tom, že Hala zradil vlastní bratranec, Samuel Hale. Hale byl předveden před generála Williama Howa a odsouzen k smrti. Podle zvyklostí strávil poslední noc ve skleníku na pozemcích Howa. Britové mu odmítli půjčit Bibli a přivést kněze.
Hale byl oběšen 22. září 1776. Údajně pod šibenicí řekl:
I only regret that I have but one life to give for my country.
Údajná poslední slova Nathana Hala
O tom, zda „svoji“ slavnou větu pronesl, vedou historikové spory. Podle všech svědectví byl nicméně před popravou výřečný. Zprávu o popravě podal britský důstojní John Montresor americkému důstojníkovi Williamu Hullovi. Ten pak rozšířil zprávu o údajných Halových posledních slovech. Je možné, že Hale citoval slova ze hry Cato od britského básníka a dramatika Josepha Addisona, která tehdy inspirovala mnoho koloniálních vojáků:
How beautiful is death, when earn'd by virtue!
Who would not be that youth? What pity is it
That we can die but once to serve our country.

O popravě žádný oficiální záznam není, jsou ale neoficiální svědectví. Hale nejspíš řekl víc než jednu větu, pokud ale srovnáme jednotlivé záznamy, dostáváme se ke zjištění, že jádro jeho výroku je autentické a něco podobného, co se všeobecně traduje, Hale skutečně řekl.
Hale byl pověšen někde mezi dnešní 66. ulicí a 3. avenue. Na dvou místech v této oblasti jsou sochy, které stojí na údajném místě Halovy smrti.
Hale se stal velmi známou historickou postavou a je silně přítomen v americké kultuře i popkultuře. Jeho podobu neznáme, a tak se pro sochařské a obrazové ztvárnění používají idealizované představy umělců.